# BeRLiN
『BeRLiN』（ベルリン）は、1995年に公開された利重剛監督による日本映画。公開当時19歳だった中谷美紀の映画初主演作品。ドキュメンタリータッチの群像ドラマを、幅広いセンスと色彩感覚で演出した利重剛は、1995年度日本映画監督協会新人賞を受賞している。

## あらすじ
彼女の名前はキョーコ。「壁」のかけら？を御守りにした彼女の職業はデート業だ。あらゆるお客にありったけの誠意を尽くして接し、同僚たちの女性にも好かれていたキョーコ。
そんな彼女が、ある日突然、姿を消した…。
映画はキョーコをめぐる人々の、様々な証言と回想の中で、さながらパズルのように進行していく。同僚やオーナー、客となった男たち、そして彼女を取材しようとするテレビドキュメンタリーのクルーたち。そして彼女の真の姿が次々と浮き彫りにされていく。キョーコとはいったい、誰だったのか？

## 出演
- キョーコ - 中谷美紀
- 鉄夫 - 永瀬正敏
- レイコ - あめくみちこ
- オガタ - ダンカン
- 山崎 - 山田辰夫
- 映写技師 - 萩原聖人
- 川越美和
- 石堂夏央
- 佐山真理
- 芹沢礼多
- 広岡由里子
- 福岡芳穂
- 福岡政行
- 原知佐子
- 岡村隆史
- 鈴木史朗(TBS)
- 松岡俊介
- 大島渚
- ひさうちみちお
- 鴻上尚史
- 松田美由紀(友情出演)
- 寺島進(友情出演)
- 佐藤真
- 榊英雄
- ANNA

## スタッフ
- 監督 = 利重剛
- 製作 = 須崎一夫
- 企画 = 一瀬隆重
- プロデューサー = 石田幸一、仙頭武則、小林広司
- 脚本 = 利重剛
- 撮影 = 篠田昇
- 照明 = 中須岳士
- 録音 = 滝澤修
- 編集 = 掛須秀一
- 音楽 = めいなCo.
- 助監督 = 青山真治
- 製作 = ケイエスエス